# Archaeochlus ricki
Archaeochlus ricki är en tvåvingeart som beskrevs av Lars Zakarias Brundin 1966. Archaeochlus ricki ingår i släktet Archaeochlus och familjen fjädermyggor. Inga underarter finns listade i Catalogue of Life.